# Квазіконтракти
Квазіконтракти — це зобов'язання, які виникають за відсутності договору між сторонами, але за своїм змістом та характером схожі до зобов'язань, що виникають з договору. Подібність проявляється у межах та умовах відповідальності сторін.

## Види квазіконтрактів

### Ведення чужих справ без доручення
Відбувається тоді, коли одна особа (гестор) веде справи іншої особи (домінуса), а також управляє його майном без спеціального доручення останнього. Така дія може бути вчинена з метою попередження настання шкоди для особи, яка сама не має можливості діяти у власних інтересах. Прикладом може слугувати випадок, коли після буревію за відсутності сусіда особа вживає заходи з відновлення даху будівлі з метою попередити пошкодження його майна. У такій ситуації договір не укладався, але існують наслідки, схожі з договірними, як-от:
- діє правило «за послугу — подякуй, за витрати — сплати». Це означає те, що домінус зобов'язаний відшкодувати гестору витрати, які були зроблені в інтересах домінуса, незалежно від результату;
- Власне послуга не винагороджується;
- Якщо вжиті заходи виявилися недоцільними, то гестор не має права на відшкодування витрат і повинен відновити положення, яке існувало до його втручання.

### Зобов'язання з безпідставного збагачення однієї особи за рахунок іншої
Такі зобов'язання виникали внаслідок:
- Помилкового платежу, а саме здійснення платежу або передачі речей за відсутності підстави для їх отримання і збереження поміж майна отримувача;
- Отримання чогось за підставою, яка не здійснилася, наприклад, шлюб не відбувся, а придане вже передали;
- Отримання чогось за дійсною підставою, яка згодом припинилася;
- Отримання чогось за підставою, яка порушує добрі наміри, наприклад, сплата за те, щоб отримувач не скоював убивство;
- Отримання чогось шляхом крадіжки.

Усі названі підстави породжують обов'язок повернути отримане.